# 青山忠裕
青山 忠裕（あおやま ただひろ / ただやす）は、江戸時代中期から後期にかけての大名・老中。丹波国篠山藩4代藩主。官位は従四位下・因幡守、下野守。青山家宗家18代。

## 生涯
明和5年（1768年）、2代藩主・青山忠高の三男として誕生した。天明5年（1785年）、兄で3代藩主の忠講が嗣子なく21歳で没したため、家督を継ぐ。忠裕は、寺社奉行、若年寄、大坂城代、京都所司代と、およそ幕閣の登竜門とされる役職を残らず勤め、文化元年（1804年）に老中に起用されて30年以上勤めるなど、文化文政期の幕閣の中心人物として活躍した。老中在任中、相馬大作事件の裁判や、桑名藩、忍藩、白河藩の三方領知替えなどを担当した記録がある。
文政元年（1818年）、藩領の王地山に、京焼の陶工欽古堂亀祐を招いて窯を開かせる。また、内政面では地元で義民とされる市原清兵衛ら農民の直訴を受け、農民が副業として冬季に灘など摂津国方面に杜氏として出稼ぎすることを認めた。
文政10年（1827年）5月7日、長年の幕政での功績により、遠江国に1万石を加増された。
天保6年（1835年）に老中を辞任。隠居し家督を四男の忠良に譲る。翌天保7年（1836年）没した。

## 逸話
- 毎年春と秋に本所回向院で将軍臨席で大相撲があった。篠山藩の力士は毎年、真っ先に負け続きで忠裕はたいそう不機嫌であった。文政3年（1820年）春場所のある日、王地山平左衛門、波賀野山源之丞、飛の山三四郎、黒田山兵衛、曽地山左近、小田中清五郎、須知山道観、頼尊又史郎という8名の力士が篠山から出て来て、相撲を取らせてくださいというので忠裕が出場させたところ、全員が勝った。喜んだ忠裕が褒美を取らせようとしたところ全員どこにもおらず、後で調べたが篠山にはそんな名前の力士はいない、ただ篠山領の稲荷がまつられている地名ということがわかり、それぞれの稲荷神社へ感謝のためにのぼり絵馬を奉納したという。
- 松平定信が徳川治済の大御所尊号をめぐって家斉と対立していたとき（尊号一件）、忠裕は家斉から諮問を受けた。忠裕は「上様は誠に孝心厚いことですが、国家にそのような先例は無く、故人ならまだしもご健在である治済公に追尊することは不可能なことで、越中守（定信）殿の申されることはもっともです」と答えて強く諫めたという（『続徳川実紀』）。
- 老中職の座に通算31年3か月11日もおり、これは歴代の老中でもトップの年数である。

## 経歴
※明治4年までの日付は旧暦。
- 1768年（明和5年） 生誕
- 1785年（天明5年） 篠山藩襲封
- 1792年（寛政4年）7月15日、奏者番（1796年11月29日まで）
- 1793年（寛政5年） 8月24日寺社奉行加役（1796年11月29日まで）
- 1796年（寛政8年） 西丸（徳川家慶）若年寄
- 1800年（寛政12年） 10月1日大坂城代（1802年10月19日まで）
- 1802年（享和2年） 11月14日京都所司代（1804年1月23日まで）
- 1804年（文化元年） 1月23日老中
- 1816年（文化13年）9月25日、勝手掛（1819年4月25日まで）
- 1822年（文政5年）7月8日、老中首座（1835年5月6日まで）
- 1827年（文政10年） 1万石加増、6万石。
- 1835年（天保6年） 5月6日老中辞任。隠居。
- 1836年（天保7年） 3月27日、卒去。
- 1919年（大正8年）11月15日、政府より贈従三位。

## 系譜
- 父：青山忠高（1734年 - 1816年）
- 母：桂香院 - 鵜飼氏
- 養父：青山忠講（1765年 - 1785年）
- 正室：土井利里養女 - 土井利剛娘
- 室：小川氏
  - 四男：青山忠良（1807年 - 1864年）
- 室：鵜飼氏
  - 男子：日野資敬（? - 1861年） - 日野資邦の養子
- 生母不明の子女
  - 七男：青山幸哉（1815年 - 1863年） - 青山幸礼の養子
  - 女子：松平忠誨正室 - のち松浦曜継室
- 養子
  - 女子：於久二 - 岡部長慎継室、青山幸孝娘